# Alle Jahre wieder (Miniserie)
Alle Jahre wieder ist eine vierteilige, deutsche Miniserie von Regisseur Matthias Schmidt. Die erste Folge stammt aus dem Jahr 2010 und stellte Schmidts Seriendiplom an der Filmakademie Baden-Württemberg dar. Sie wurde im selben Jahr an Heiligabend im NDR erstmals ausgestrahlt.
Die weiteren drei Folgen entstanden im Jahr 2013 und wurden von der Nordmedia gefördert. In der Weihnachtszeit 2013 wurden alle Folgen sowohl im NDR als auch im BR ausgestrahlt.

## Handlung
Es handelt sich um ein Familienepos der besonderen Art. Viele kurze Episoden beleuchten über die Jahre 1977 bis 2010 hinweg die Geschichte der deutschen Durchschnittsfamilie Sommer. Dabei spielt jede Episode an Heiligabend. Der Versuch der Sommers, ein harmonisches Weihnachtsfest miteinander zu verbringen, scheitert stets an den Tücken des Alltags, den Fallstricken innerfamiliärer Beziehungen sowie den menschlichen Schwächen aller Beteiligten.

## Folgen
- Folge 1 – Heiligabend 1985, 1987, 1989, 1999 und 2010
- Folge 2 – Heiligabend 1988, 1990, 1991 und 1992
- Folge 3 – Heiligabend 1993, 1994, 1995 und 1996
- Folge 4 – Heiligabend 1977, 1980, 1981 und 1982